# Ducula whartoni
La dúcula de la Christmas, dúcula de Pascuas o  dúcula de Isla de Navidad  (Ducula whartoni) es un ave columbiforme de la familia Columbidae.

## Distribución geográfica
Es endémico de la isla de Navidad, perteneciente a Australia.

## Estado de conservación
Está amenazada por la pérdida de hábitat y por su caza.